# Tour d'Italie 1980

La 63e édition du Tour d'Italie s'est élancée de Gênes le 15 mai 1980 et est arrivée à Milan le 7 juin. Long de 4 025,5 km, ce Giro a été remporté par le Français Bernard Hinault, devant les Italiens Wladimiro Panizza et Giovanni Battaglin. Le champion breton est le second Français après Jacques Anquetil à remporter cette épreuve. Il récidivera en 1982 et 1985.

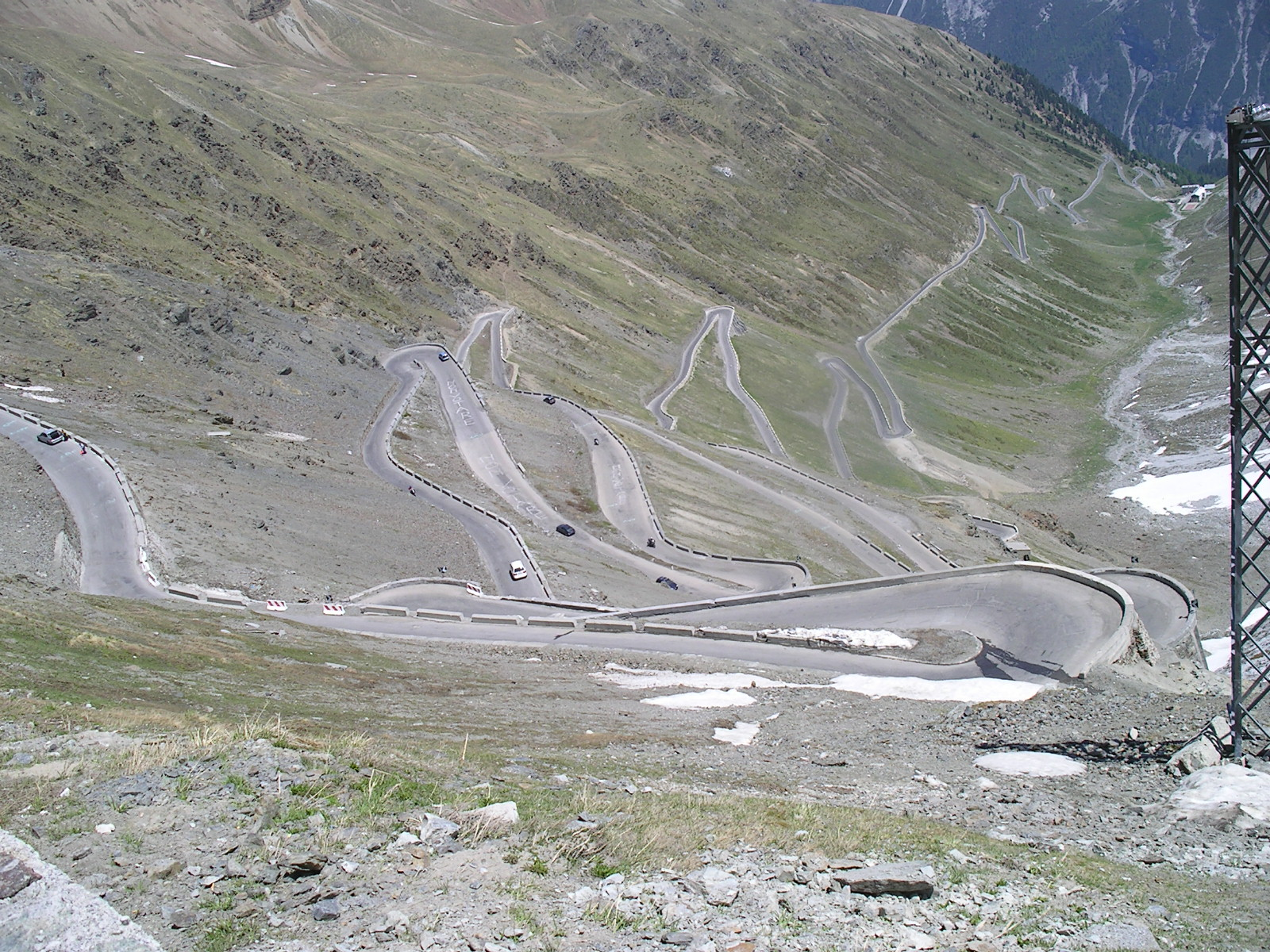
Les lacets du Stelvio, lieu de l'exploit de Bernard Hinault et de son coéquipier Jean-René Bernaudeau lors du Giro 1980.

## La course
Double vainqueur du Tour de France en 1978 et 1979 et lauréat de la Vuelta en 1978, Bernard Hinault se présente au départ de son premier Giro à Gênes le 15 mai 1980. Il est leader de l'Équipe cycliste Renault dirigée par Cyrille Guimard. Ses adversaires principaux sont les Italiens Giuseppe Saronni, Wladimiro Panizza, Giovanni Battaglin, Gianbattista Baronchelli et le Suédois Tommy Prim. Quelques heures avant le départ de la course, le "Blaireau" s'est rendu dans le petit village de Castellania afin de se recueillir sur la tombe de Fausto Coppi.
Le début de course voit les Italiens se disputer les étapes et le maillot rose, lequel reste cinq jours sur les épaules de Francesco Moser, vainqueur du prologue. Bernard Hinault s'empare du maillot de leader lors du contre-la-montre Pontedera-Pisa, remporté par Jorgen Marcussen, et le perd le surlendemain, à l'arrivée de l'étape Castiglione della Pescaia-Orvieto, gagnée par Silvano Contini. D'Orvieto jusqu'à la quatorzième étape, Roberto Visentini est en tête de la course. Entre Foggia et Roccaraso, après une étape longue de 186 km avec quatre cols au menu, Bernard Hinault s'impose à l'arrivée et Wladimiro Panizza ravit le maillot rose à Visentini. Panizza compte deux minutes d'avance sur Bernard Hinault avant l'étape du Stelvio.
Le 5 juin, lors de la 20e étape  entre Cles Val di Non et Sondrio, avec passage au sommet du légendaire Col du Stelvio (27 km à 7,7 %), Hinault mène une échappée de 60 km en compagnie de son lieutenant de chez Renault-Gitane Jean-René Bernaudeau. Ce dernier fait la descente à bloc du Stelvio pour que Hinault creuse l'écart avec Wladimiro Panizza. « Putain, on va les assassiner » hurlent les deux Français. Bernaudeau gagne l'étape devant Hinault et les deux Français ont repris 4 minutes et 22 secondes à Panizza. Hinault prend le maillot rose et accroît son avance sur Panizza lors du dernier contre-la-montre entre Saronno et Turbigo remporté par Giuseppe Saronni. Le 7 juin, il remporte à Milan son premier Giro devant Panizza à 5 minutes 43 secondes et Giovanni Battaglin à 6 minutes 3 secondes.

## Équipes participantes
| N.    | Code | Équipe               |
| ----- | ---- | -------------------- |
| 01-10 | GIS  | Gis Gelati           |
| 11-20 | BIA  | Bianchi              |
| 21-30 | CIL  | Cilo-Aufina          |
| 31-40 | FAM  | Famcucine-Campagnolo |
| 41-50 | HOO  | Hoonved-Bottecchia   |
| 51-60 | INO  | Inoxpran             |
| 61-70 | KON  | Kondor               |

| N.      | Code | Équipe                    |
| ------- | ---- | ------------------------- |
| 71-80   | MAG  | Magniflex-Olmo            |
| 81-90   | SAF  | San Giacomo-Mobilificio   |
| 91-100  | SAM  | Renault-Gitane            |
| 101-110 | SAN  | Sanson                    |
| 111-120 | ZOR  | Selle Italia Zor          |
| 121-130 | TRI  | Boule d'Or-Sunair-Colnago |

## Classement général
| \| Classement général \| Classement général \| Classement général \| Classement général \| Classement général \| \| Coureur \| Coureur \| Pays \| Équipe \| Temps \| \| ------------------ \| ------------------------ \| ------------------ \| -------------------------- \| ------------------ \| \| 1er \| Bernard Hinault \| France \| Renault-Gitane \| 112 h 08 min 20 s \| \| 2e \| Wladimiro Panizza \| Italie \| Gis Gelati \| + 5 min 43 s \| \| 3e \| Giovanni Battaglin \| Italie \| Inoxpran \| + 6 min 03 s \| \| 4e \| Tommy Prim \| Suède \| Bianchi-Piaggio \| + 7 min 53 s \| \| 5e \| Gianbattista Baronchelli \| Italie \| Bianchi-Piaggio \| + 11 min 49 s \| \| 6e \| Mario Beccia \| Italie \| Hoonved-Bottecchia \| + 12 min 47 s \| \| 7e \| Giuseppe Saronni \| Italie \| Gis Gelati \| + 12 min 53 s \| \| 8e \| Josef Fuchs \| Suisse \| Gis Gelati \| + 20 min 25 s \| \| 9e \| Roberto Visentini \| Italie \| Mobili San Giacomo-Benotto \| + 20 min 37 s \| \| 10e \| Leonardo Natale \| Italie \| Magniflex-Olmo \| + 21 min 30 s \| \| 11e \| Faustino Rupérez \| Espagne \| Zor-Vereco \| + 21 min 33 s \| \| 12e \| Jean-René Bernaudeau \| France \| Renault-Gitane \| + 28 min 18 s \| \| 13e \| Gottfried Schmutz \| Suisse \| Cilo-Aufina \| + 29 min 10 s \| \| 14e \| Alessandro Pozzi \| Italie \| Bianchi-Piaggio \| + 30 min 37 s \| \| 15e \| Knut Knudsen \| Norvège \| Bianchi-Piaggio \| + 42 min 46 s \| \| 16e \| Luciano Loro \| Italie \| Hoonved-Bottecchia \| + 48 min 27 s \| \| 17e \| Roberto Ceruti \| Italie \| Gis Gelati \| + 48 min 36 s \| \| 18e \| Miguel María Lasa \| Espagne \| Zor-Vereco \| + 52 min 14 s \| \| 19e \| Ennio Vanotti \| Italie \| Bianchi-Piaggio \| + 53 min 36 s \| \| 20e \| Alfredo Chinetti \| Italie \| Inoxpran \| + 53 min 44 s \| |                          |         |                            |                   |
| |                          |         |                            |                   |
| |                          |         |                            |                   |
| Classement général |                          |         |                            |                   |
| Coureur | Coureur                  | Pays    | Équipe                     | Temps             |
| 1er | Bernard Hinault          | France  | Renault-Gitane             | 112 h 08 min 20 s |
| 2e | Wladimiro Panizza        | Italie  | Gis Gelati                 | + 5 min 43 s      |
| 3e | Giovanni Battaglin       | Italie  | Inoxpran                   | + 6 min 03 s      |
| 4e | Tommy Prim               | Suède   | Bianchi-Piaggio            | + 7 min 53 s      |
| 5e | Gianbattista Baronchelli | Italie  | Bianchi-Piaggio            | + 11 min 49 s     |
| 6e | Mario Beccia             | Italie  | Hoonved-Bottecchia         | + 12 min 47 s     |
| 7e | Giuseppe Saronni         | Italie  | Gis Gelati                 | + 12 min 53 s     |
| 8e | Josef Fuchs              | Suisse  | Gis Gelati                 | + 20 min 25 s     |
| 9e | Roberto Visentini        | Italie  | Mobili San Giacomo-Benotto | + 20 min 37 s     |
| 10e | Leonardo Natale          | Italie  | Magniflex-Olmo             | + 21 min 30 s     |
| 11e | Faustino Rupérez         | Espagne | Zor-Vereco                 | + 21 min 33 s     |
| 12e | Jean-René Bernaudeau     | France  | Renault-Gitane             | + 28 min 18 s     |
| 13e | Gottfried Schmutz        | Suisse  | Cilo-Aufina                | + 29 min 10 s     |
| 14e | Alessandro Pozzi         | Italie  | Bianchi-Piaggio            | + 30 min 37 s     |
| 15e | Knut Knudsen             | Norvège | Bianchi-Piaggio            | + 42 min 46 s     |
| 16e | Luciano Loro             | Italie  | Hoonved-Bottecchia         | + 48 min 27 s     |
| 17e | Roberto Ceruti           | Italie  | Gis Gelati                 | + 48 min 36 s     |
| 18e | Miguel María Lasa        | Espagne | Zor-Vereco                 | + 52 min 14 s     |
| 19e | Ennio Vanotti            | Italie  | Bianchi-Piaggio            | + 53 min 36 s     |
| 20e | Alfredo Chinetti         | Italie  | Inoxpran                   | + 53 min 44 s     |

## Étapes
| Étape     | Date     | Villes étapes                       | km  | Vainqueur d'étape        | Leader du classement général |
| Prologue  | 15 mai   | Gênes                               | 7,5 | Francesco Moser          | Francesco Moser              |
| 1re étape | 16 mai   | Gênes – Imperia                     | 123 | Giuseppe Saronni         | Francesco Moser              |
| 2e étape  | 17 mai   | Imperia - Turin                     | 179 | Giuseppe Saronni         | Francesco Moser              |
| 3e étape  | 18 mai   | Turin – Parme                       | 243 | Giuseppe Saronni         | Francesco Moser              |
| 4e étape  | 19 mai   | Parme – Marina di Pisa              | 193 | Dante Morandi            | Francesco Moser              |
| 5e étape  | 20 mai   | Pontedera – Pise                    | 36  | Jørgen Marcussen         | Bernard Hinault              |
| 6e étape  | 22 mai   | Portoferraio – Portoferraio         | 126 | Carmelo Barone           | Bernard Hinault              |
| 7e étape  | 23 mai   | Castiglione della Pescaia – Orvieto | 199 | Silvano Contini          | Roberto Visentini            |
| 8e étape  | 24 mai   | Orvieto – Fiuggi                    | 216 | Juan Fernández Martín    | Roberto Visentini            |
| 9e étape  | 25 mai   | Fiuggi – Sorrente                   | 247 | Giovanni Mantovani       | Roberto Visentini            |
| 10e étape | 26 mai   | Sorrente – Palinuro                 | 177 | Giovanni Mantovani       | Roberto Visentini            |
| 11e étape | 27 mai   | Palinuro – Campotenese              | 145 | Gianbattista Baronchelli | Roberto Visentini            |
| 12e étape | 28 mai   | Villapiana Lido – Lecce             | 203 | Yvon Bertin              | Roberto Visentini            |
| 13e étape | 29 mai   | Lecce – Barletta                    | 220 | Giuseppe Saronni         | Roberto Visentini            |
| 14e étape | 30 mai   | Foggia – Roccaraso                  | 186 | Bernard Hinault          | Wladimiro Panizza            |
| 15e étape | 31 mai   | Roccaraso – Teramo                  | 194 | Tommy Prim               | Wladimiro Panizza            |
| 16e étape | 1er juin | Giulianova – Gatteo a Mare          | 229 | Giuseppe Martinelli      | Wladimiro Panizza            |
| 17e étape | 2 juin   | Gatteo a Mare – Sirmione            | 237 | Giuseppe Saronni         | Wladimiro Panizza            |
| 18e étape | 3 juin   | Sirmione – Zoldo Alto               | 239 | Giovanni Battaglin       | Wladimiro Panizza            |
| 19e étape | 4 juin   | Longarone – Cles                    | 241 | Giuseppe Saronni         | Wladimiro Panizza            |
| 20e étape | 5 juin   | Cles – Sondrio                      | 221 | Jean-René Bernaudeau     | Bernard Hinault              |
| 21e étape | 6 juin   | Saronno – Turbigo                   | 50  | Giuseppe Saronni         | Bernard Hinault              |
| 22e étape | 7 juin   | Milan - Milan                       | 114 | Pierino Gavazzi          | Bernard Hinault              |

## Classements annexes
| Classement par points     | Giuseppe Saronni   | 301 points        |
| Deuxième                  | Giovanni Mantovani | 215 points        |
| Troisième                 | Tommy Prim         | 179 points        |
| Classement de la montagne | Claudio Bortolotto | 670 points        |
| Deuxième                  | Wladimiro Panizza  | 400 points        |
| Troisième                 | Bernard Hinault    | 350 points        |
| Classement des jeunes     | Tommy Prim         | 112 h 16 min 13 s |
| Deuxième                  | Roberto Visentini  | -                 |
| Troisième                 | Leonardo Natale    | -                 |
| Classement par points     | Bianchi            | 336 h 28 min 31 s |
| Deuxième                  | Gis                | -                 |

## Liste des coureurs
| Gis Gelati | Bianchi | Cilo Aufina |
| - 1 Giuseppe Saronni (Ita) 7e - 2 Roberto Ceruti (Ita) 17e - 3 Silvano Cervato (Ita) 48e - 4 Simone Fraccaro (Ita) 37e - 5 Josef Fuchs (Sui) 8e - 6 Gabriele Landoni (Ita) ab - 7 Valerio Lualdi (Ita) 42e - 8 Wladimiro Panizza (Ita) 2e - 9 Giuseppe Passuello (Ita) 39e - 10 Gianluigi Zuanel (Ita) 47e                        | - 11 Gianbattista Baronchelli (Ita) 5e - 12 Gaetano Baronchelli (Ita) 52e - 13 Silvano Contini (Ita) ab - 14 Aldo Donadello (Ita) 36e - 15 Knut Knudsen (Nor) 15e - 16 Serge Parsani (Ita) 27e - 17 Alessandro Pozzi (Ita) 14e - 18 Tommy Prim (Sue) 4e - 19 Claudio Torelli (Ita) ab - 20 Ennio Vanotti (Ita) 19e        | - 21 Gottfried Schmutz (Sui) 13e - 22 Guido Amrhein (Sui) 84e - 23 Thierry Bolle (Sui) ab - 24 Serge Demierre (Sui) ab - 25 Sergio Gerosa (Sui) 64e - 26 Urs Grobli (Sui) ab - 27 Erwin Lienhard (Sui) 61e - 28 Georges Luthi (Sui) 83e - 29 Marcel Summermatter (Sui) ab - 30 Josef Wehrli (Sui) 62e                                                                 |
| Famcucine | Hoonved Bottecchia | Inoxpran |
| - 31 Alfio Vandi (Ita) ab - 32 Annunzio Colombo (Ita) 58e - 33 Antonio D'Alonzo (Ita) 53e - 34 Corrado Donadio (Ita) 51e - 35 Giuseppe Fatato (Ita) 35e - 36 Aldo Parecchini (Ita) ab - 37 Graziano Rossi (Ita) 71e - 38 Graziano Salvietti (Ita) 63e - 39 Glauco Santoni (Ita) ab - 40 Angelo Tosoni (Ita) 74e                   | - 41 Mario Beccia (Ita) 6e - 42 Luciano Borgognoni (Ita) ab - 43 Giuliano Cazzolato (Ita) 89e - 44 Alvaro Crespi (Ita) 32e - 45 Vincenzo De Caro (Ita) ab - 46 Fiorenzo Favero (Ita) 79e - 47 Luciano Loro (Ita) 16e - 48 Giovanni Mantovani (Ita) 57e - 49 Dante Morandi (Ita) 78e - 50 Sergio Santimaria (Ita) 82e      | - 51 Giovanni Battaglin (Ita) 3e - 52 Nazzareno Berto (Ita) 80e - 53 Alfredo Chinetti (Ita) 20e - 54 Alfonso Dal Pian (Ita) 23e - 55 Gianfranco Foresti (Ita) ab - 56 Bruno Leali (Ita) 65e - 57 Jorgen Marcussen (Dan) 33e - 58 Pasquale Pugliese (Ita) 66e - 59 Roy Schuiten (Hol) 81e - 60 Amilcare Sgalbazzi (Ita) ab                                             |
| Kondor | Magniflex | San Giacomo Mobilificio |
| - 61 Heinz Betz (All) 88e - 62 Werner Betz (All) ab - 63 Peter Kehl (All) ab - 64 Hans Hindelang (All) 85e - 65 Horst Schütz (All) ab - 66 Guido Frei (Sui) ab - 67 Fridolin Keller (Sui) ab - 68 Daniele Tinchella (Ita) 87e - 69 Luciano Donati (Ita) 75e - 70 Bart Scheunemman (Hol) ab                                        | - 71 Pierino Gavazzi (Ita) 56e - 72 Bernt Johansson (Sue) ab - 73 Marino Amadori (Ita) 26e - 74 Vittorio Algeri (Ita) 70e - 75 Mario Noris (Ita) 68e - 76 Giancarlo Casiraghi (Ita) 28e - 77 Leonardo Natale (Ita) 10e - 78 Ignazio Paleari (Ita) 72e - 79 Riccardo Magrini (Ita) ab - 80 Stefano D'Arcangelo (Ita) ab    | - 81 Alessio Antonini (Ita) 60e - 82 Tranquillo Andreetta (Ita) 59e - 83 Tullio Bertacco (Ita) 54e - 84 Claudio Bortolotto (Ita) 25e - 85 Franco Conti (Ita) 40e - 86 Claudio Corti (Ita) 34e - 87 Freddy Maertens (Bel) ab - 88 Giuseppe Martinelli (Ita) 77e - 89 Roberto Visentini (Ita) 9e - 90 Maurizio Bertini (Ita) ab                                         |
| Renault Gitane | Sanson | Zor Selle Italia |
| - 91 Hubert Arbes (Fra) 69e - 92 Bernard Becaas (Fra) 49e - 93 Jean-René Bernaudeau (Fra) 12e - 94 Yvon Bertin (Fra) 76e - 95 Lucien Didier (Lux) 45e - 96 Bernard Hinault (Fra) 1e - 97 Maurice Le Guilloux (Fra) 55e - 98 Bernard Quilfen (Fra) 67e - 99 Pierre-Raymond Villemiane (Fra) 38e - 100 Claude Vincendeau (Fra) 73e  | - 101 Francesco Moser (Ita) ab - 102 Carmelo Barone (Ita) 31e - 103 Fausto Bertoglio (Ita) 30e - 104 Gregor Braun (All) 22e - 105 Ronald De Witte (Bel) 21e - 106 Phil Edwards (Gbr) ab - 107 Palmiro Masciarelli (Ita) 46e - 108 Leonardo Mazzantini (Ita) 43e - 109 Walter Polini (Ita) ab - 110 Attilio Rota (Ita) 44e | - 111 Ángel Arroyo (Esp) 29e - 112 Manuel Martín Conde (Esp) 86e - 113 Juan Fernandez (Esp) 24e - 114 Miguel Ángel Fernández Vico (Esp) ab - 115 Eugenio Herranz (Esp) ab - 116 Rafael Ladrón de Guevara (Esp) 41e - 117 Miguel María Lasa (Esp) 18e - 118 José Luis López Cerrón (Esp) 50e - 119 Faustino Rupérez (Esp) 11e - 120 Guillermo de la Peña (en) (Esp) ab |
| Boule D'Or Colnago Studio Casa Fin | | |
| - 121 Fons De Wolf (Bel) ab - 122 Fons Van Katwijk (Hol) ab - 123 Adri van Houwelingen (Hol) ab - 124 Jan Van Houwelingen (Hol) ab - 125 Roger De Cnijf (Bel) ab - 126 Etienne De Beule (Bel) ab - 127 Ronan DeMeyer (Bel) ab - 128 François Van Vlierberghe (Bel) ab - 129 Pietro Algeri (Ita) ab - 130 Eddy Vanhaerens (Bel) ab | | |

## Sources
- (nl) Cet article est partiellement ou en totalité issu de l’article de Wikipédia en néerlandais intitulé « Ronde van Italië 1980 » (voir la liste des auteurs).